# Maximilian Reichenberger
Maximilian Reichenberger (auch Max Reichenberger; * 1613 in Prag; † 3. Oktober 1673 ebenda) war ein böhmischer Jesuit.

## Leben
Über das Leben Reichenbergers ist wenig bekannt. 1627 trat er in den Jesuitenorden ein. Danach erhielt er dort seine Ausbildung. In der Folge war er an der Universität Clementinum respektive der dann mit dem Clementinum vereinigten Karls-Universität über 24 Jahre als Dozent der Philosophie und Theologie tätig. Über 20 Jahre wirkte er als Dekan der Philosophischen Fakultät.
Reichenberger war über 18 Jahre als Präses der Marianische Kongregation tätig.
Reichenberger soll überdies Theaterstücke verfasst haben, die auf der Jesuitenbühne in Prag aufgeführt wurden.

## Werke (Auswahl)
- Tempe Mariana Montis Sancti in regno Bohemiae, Prag 1653.
- Universa Theologia, Prag 1663.
- Theologia scholastica circa Deum, Prag 1667.
- Mariani cultus vindiciae seu nonnullae animadversiones in libellum, cui titulus, Prag 1677.